# Pařezitý
Přírodní památka Pařezitý byla vyhlášena v roce 2009 a nachází se u obce Svaté Pole poblíž Dobříše. Důvodem ochrany zachovalý komplex litorálních porostů Pařezitého rybníka, na který navazují mokřadní stanoviště. Na lokalitě hnízdí řada chráněných a ohrožených druhů ptáků a je cenná bohatým zastoupením obojživelníků a bezobratlých živočichů.

## Historie a název lokality
Jméno Pařezitý rybník je odvozeno od lokality, kde byl rybník vytvořen - jedná se a vykácenou část lesa. Rybník byl vybudován v 90. letech 19. století. V roce 1995 byl rybník MÚ Dobříš vyhlášen jako významný krajinný prvek (VKV) z důvodu vnitřní ekologické stability.

### Pověst o vzniku rybníka

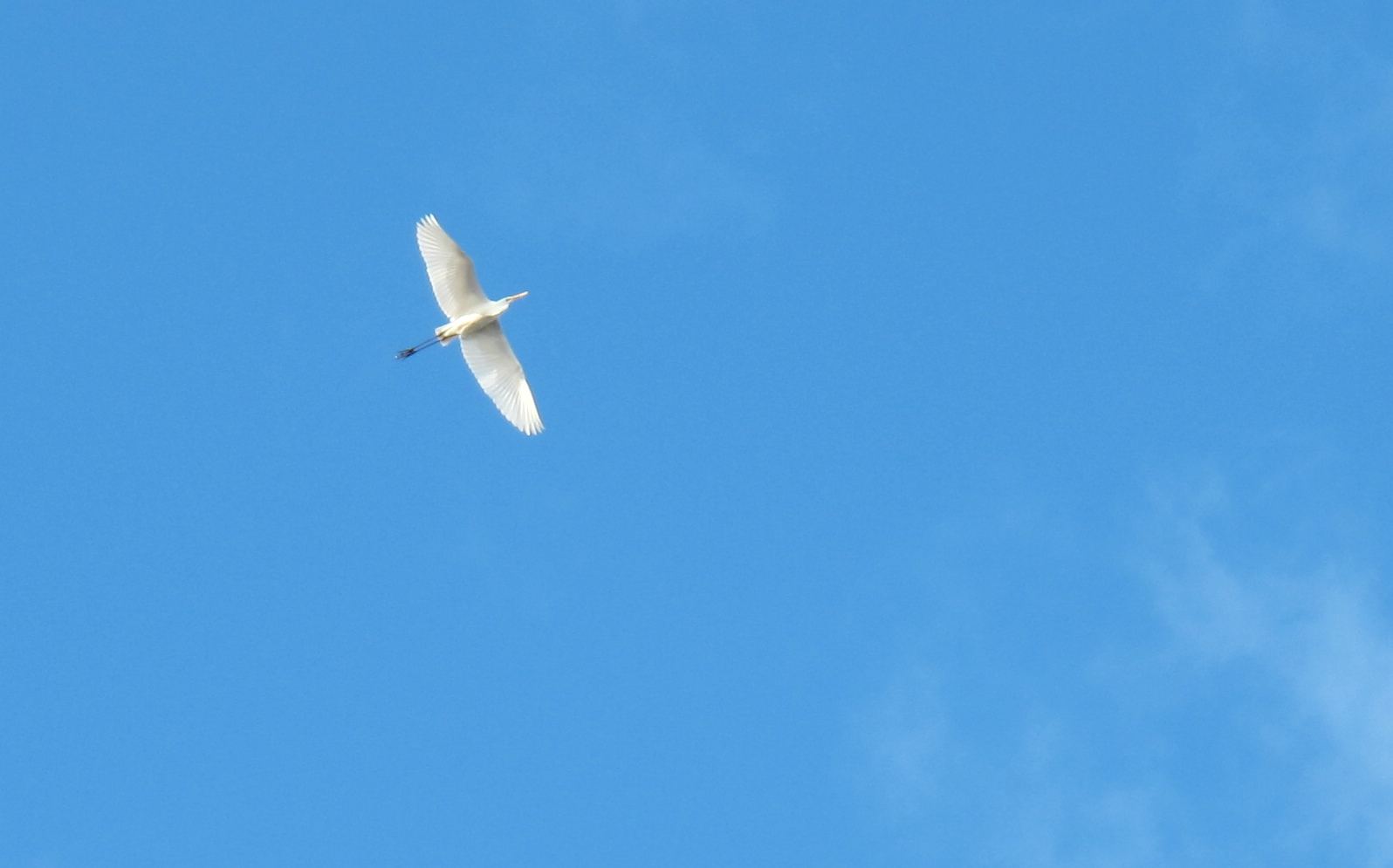
Volavka bílá letící nad Pařezitým rybníkem

Dle pověsti byl na tomto místě při šlechtickém lovu uloven jelen. Tohoto jelena měl v oblibě místní lesník, který s ním často rozmlouval a po celé roky jej ochraňoval. Před královským lovem ho však neuchránil. Když po zastřelení jelena lesník seděl na pařezu a oplakával jej, zaplavila tento pařez voda a tak vznik Pařezitý rybník.

## Fauna
Pařezitý rybník je bohatou ornitologickou lokalitou, je to vhodné místo pro hnízdění mnoha druhů ptáků a také tvoří přechodné stanoviště pro vodní ptáky migrujících ze zimovišť. Vyskytují se tu např. ledňáček říční (Alcedo atthis), volavka bílá (Ardea alba) a čáp bílý (Ciconia ciconia).